# Emily Batty
Pour les articles homonymes, voir Batty.
Emily Batty, née le 16 juin 1988 à Oshawa, est une coureuse cycliste canadienne de VTT cross-country. Elle termine 3e du championnat du monde en 2016 et 2018. Elle arrête sa carrière sportive en 2023.

## Biographie
Emily Batty est née à Oshawa, Ontario, au sein d'une famille de coureur cycliste.
Son père, ses deux grand frères et sa petite sœur ont également participé à des courses de VTT. 
Elle porte pendant les compétitions un collier de perles découvert parmi les bijoux de sa mère quand elle avait 11 ans.
Son coach Adam Morka est également son mari.
Elle a participé et terminé à la 24e place des Jeux olympiques 2012 avec une clavicule cassée. Aux Jeux olympiques 2016, elle échoue au pied du podium à la 4e place.
Elle arrête sa carrière sportive en 2023.

## Palmarès en VTT cross-country

### Jeux olympiques
- Londres 2012
  - 24e du cross-country
- Rio 2016
  - 4e du cross-country

### Championnats du monde
- Nové Město 2016
  -  Médaillée de bronze du cross-country
- Lenzerheide 2018
  -  Médaillée de bronze du cross-country

### Coupe du monde
- Coupe du monde de cross-country
  - 2013 : 12e du classement général
  - 2014 : 4e du classement général
  - 2015 : 7e du classement général
  - 2016 : 3e du classement général
  - 2017 : 9e du classement général
  - 2018 : 3e du classement général
  - 2019 : 22e du classement général
  - 2021 : 26e du classement général
  - 2022 : 31e du classement général

- Coupe du monde de cross-country short track
  - 2022 : 52e du classement général

### Jeux du Commonwealth
- Glasgow 2014
  -  Médaillée d'argent du cross-country

### Jeux panaméricains
- Toronto 2015
  -  Médaillée d'or du cross-country

### Championnats du Canada
- 2013
  -  Championne du Canada de cross-country
- 2016
  -  Championne du Canada de cross-country
- 2017
  -  Championne du Canada de cross-country
- 2018
  -  Championne du Canada de cross-country
- 2022
  -  Championne du Canada de cross-country